# Денні Вукович
Денні Вукович (англ. Danny Vukovic, нар. 25 березня 1985, Сідней, Австралія) — австралійський футболіст сербського походження, воротар австралійського «Сентрал-Кост Марінерс». Володіє кількома рекордами А-Ліги, серед яких: найбільша кількість сухих матчів (84), найбільша кількість зіграних матчів, а також він є єдиним воротарем, який забивав гол у лізі.

## Клубна кар'єра

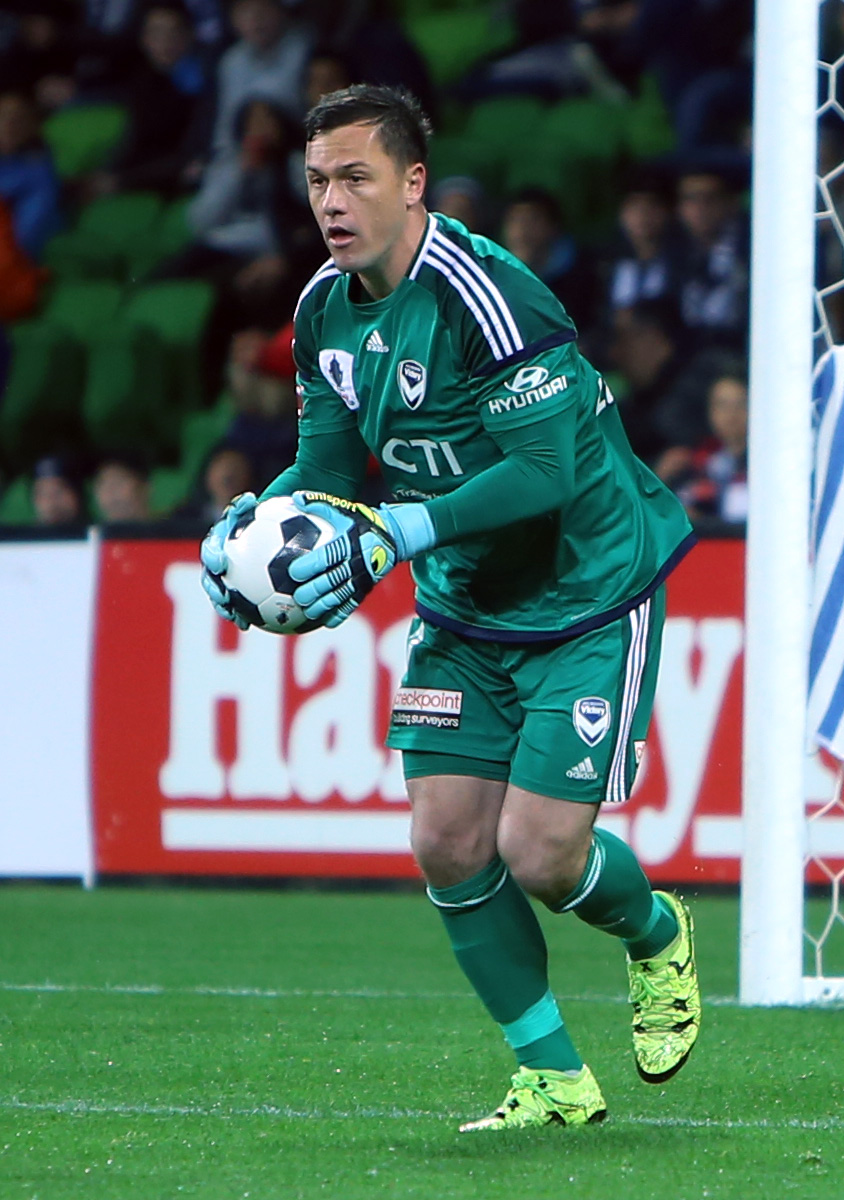
Вукович у 2015 році

У дорослому футболі дебютував 2002 року виступами за команду клубу «Парраматта Павер», в якій провів два сезони, взявши участь лише у 5 матчах чемпіонату. 
Протягом 2004—2005 років захищав кольори команди клубу «Боннириг Вайт Іглз».
Своєю грою за останню команду привернув увагу представників тренерського штабу клубу «Сентрал-Кост Марінерс», до складу якого приєднався 2005 року. Відіграв за госфордську команду наступні п'ять сезонів своєї ігрової кар'єри. Більшість часу, проведеного у складі «Сентрал-Кост Марінерс», був основним голкіпером команди.
2010 та 2011 роки провів у складі команд клубів «Коньяспор» та «Веллінгтон Фенікс».
2011 року уклав контракт з клубом «Перт Глорі», у складі якого провів наступні чотири роки своєї кар'єри гравця.
Протягом 2014—2016 років захищав кольори клубів «Вегалта Сендай» та «Мельбурн Вікторі».
До складу клубу «Сідней» приєднався 2016 року. Відіграв за команду з Сіднея 28 матчів в національному чемпіонаті.
2017 року перейшов до бельгійського «Генка» за майже 1 млн. доларів, що стало рекордним трансфером для «Сіднея».

## Виступи за збірні
2005 року залучався до складу молодіжної збірної Австралії. На молодіжному рівні зіграв у 22 офіційних матчах, пропустив 2 голи.
Був включений до заяки збірної Австралії для участі у Кубку конфедерацій 2017. Взяв участь у Кубку світу 2018.

## Титули і досягнення
- Переможець Молодіжного чемпіонату ОФК: 2005
- Чемпіон Австралії (2):

Сентрал-Кост Марінерс: 2007-08
Сідней: 2016-17
- Володар Кубка Австралії (1):

Мельбурн Вікторі: 2015
- Чемпіон Бельгії (1):

Генк: 2018-19
- Володар Суперкубка Бельгії (1):

Генк: 2019